# Simeón de Tesalónica
San Simeón de Tesalónica (c. 1381-1429) fue monje, obispo y teólogo griego bizantino.

## Biografía
Simeón nació en Constantinopla, muy probablemente entre 1381 y 1387. Se convirtió en monje en uno de los monasterios allí, posiblemente el monasterio Xantópulo.
Fue arzobispo de Tesalónica desde 1416 o 1417, hasta su muerte en 1429. Su consagración tuvo lugar en Constantinopla, de acuerdo con la práctica establecida para los jerarcas que pertenecían al Patriarcado de Constantinopla.
La ciudad de Tesalónica estaba rodeada por las fuerzas otomanas cuando llegó como arzobispo en 1416-17. Se escapó silenciosamente de la ciudad en junio de 1422 para ir a Constantinopla y persuadir al emperador de que enviara más fuerzas para proteger la ciudad. Llegó solo hasta el Monte Athos, escapando por poco de la captura por parte de las fuerzas otomanas que comenzaron su asedio. En el monte Athos se convenció de volver a Tesalónica. A partir de este momento, presidió la ciudad en un momento particularmente difícil con la ciudad sitiada por el sultán otomano Murad II (1421-1451). Al no recibir ayuda del emperador en Constantinopla , el gobernador de la ciudad, Andrónico Paleólogo, tomó la decisión de entregar Tesalónica a Venecia, con la esperanza de que la república marítima la mantuviera fuera del alcance de los otomanos.
El dominio veneciano, sin embargo, no pudo evitar que los otomanos mantuvieran el sitio y las condiciones en la ciudad seguían siendo desesperadas. Simeón describe estos eventos en su Logos Historikos. Su muerte, probablemente en septiembre de 1429, se produjo poco antes de que Tesalónica finalmente cayera ante los otomanos en marzo de 1430.

## Obras
Simeón escribió una serie de obras teológicas y litúrgicas, que fueron editadas de manera imperfecta en Iaşi en 1683, reimpresas por Migne en PG 155. También dejó una serie de obras breves, homilías y una gran cantidad de cartas pastorales que se encuentran en las obras Político-históricos y en las obras Teológicas (Ἔργα θεολογικά) publicados por Balfour. Además, escribió numerosos himnos y un discurso sobre el sacerdocio. La más extensa de sus obras es el Diálogo en Cristo, que va desde PG 155: 33 hasta 696. Comienza con una extensa sección antiherética y luego trata de cada uno de los servicios religiosos de la iglesia.
Algunas de sus obras sobre la Oración de Jesús también se incluyen en Filocalia.